# Bélcsavarodás
Bélcsavarodás (bélelzáródás, ileusz), a belek táplálékot és salakanyagokat továbbító funkciójának megszűnése.
Két fő csoportját ismerjük, ezek a mechanikus ileusz és a paralitikus ileusz. 
A mechanikus ileusz a bélcső beszűkülése, ami a táplálék és salakanyagok továbbítását lehetetlenné teszi. Az elzáródás lehet teljes vagy részleges.
A paralitikus ileusz a bélizmok bénulására vezethető vissza. Ez olykor reflexesen következik be, pl. hasi műtétek után, máskor a beleket beidegző idegek hiánya vagy a bél ereinek elzáródása miatt jön létre.
A bélcsatorna több szakaszból álló, izmos falú, akaratunktól függetlenül aktív, féregszerű (perisztaltikus) mozgást végző szerv.
Elzáródását okozhatja a bél üregén belül elhelyezkedő akadály (obstrukciós ileusz), de megtörténhet az is, hogy a belet kívülről éri valamilyen mechanikai hatás, például kívülről nyomja a bélfalat valami (kompressziós ileusz).
Az obstrukciós ileusz leggyakoribb oka a daganat, bizonyos gyulladások, idegentestek (pl. felhalmozódott szőlőmagok, cseresznyemagok vagy egyéb növényi rostok, óriás bélférgek stb.)
A kompressziós ileusz leggyakoribb oka az előzetes műtétek, hashártya-gyulladások stb. nyomán visszamaradt hashártya-összenövések, melyek mintegy hurokba foglalhatják az egyes bélkacsokat (strangulációs ileusz). A kompressziós ileuszok másik gyakori formája a bélkacs sérvkapun történő kizáródása. Egyéb külső kompresszió (hasi daganatok, terhesség stb.) jellemzően nem okoz bélelzáródást.
A viszonylag szabadon mozgó vakbélkacs saját tengelye körüli megfordulását értjük szorosabb értelemben bélcsavarodás (volvulus) alatt. Hétköznapi értelemben bélcsavarodásként szokás emlegetni pl. a strangulációs ileuszt is. 
A paralitikus ileusz reflexes formájának pontos mechanizmusa nem ismert. Hasi műtét után a bél átmeneti bénulása szokványos jelenség. Kialakulásában a hashártya húzogatása által kiváltott reflex és elektrolitzavarok is közrejátszhatnak. A vaszkuláris ileusz okai megegyeznek az érelzáródás okaival (pl. tromboembólia, érelmeszesedés stb).

## Tünetek
A bélelzáródás az akut hasi katasztrófák körébe tartozik. Klasszikus tünetei: 
- heves hasi fájdalom, a has betapintásakor
- puffadás (meteorizmus)
- hányás
- székrekedés

Heves hasi panaszok mellett jellemző lehet a véres székletürítés is. 
Minél magasabban történik a bélcsatorna elzáródása, annál jobban dominált a fájdalom és a hányás.
A vastagbél-végbéltáji elzáródásoknál a bélgázok felszaporodása (meteorizmus) és a székletürítés megszűnése jellemzőbb.

## Diagnózis
A heveny hasi katasztrófa diagnózisának felállítása nem nehéz.
Hasi röntgenvizsgálat alkalmával a block feletti tágult bélszakaszban látható a gázok felszaporodása és a folyadékszintek emelkedése. 
A bélcsatorna perforációja esetén a máj és a rekeszizom között levegő jelenik meg, mely röntgennel jól látható.

## Kórlefolyás
A bél elzáródás előtti része heves izommozgásokkal próbálja leküzdeni az akadályokat. Ez a has meghallgatásával is észlelhető, erős bélkorgás formájában. Később a kompenzáló izommozgás kimerül, a has "elcsendesedik". 
Az elzáródás előtti részben jelentős mennyiségű folyadék, só és béltartalom gyűlik össze. A jelentős folyadék- és sóvesztés keringési elégtelenséghez, a fokozódó béltartalom a bélfal kilyukadásához vezet. 
A törvényszerűen bekövetkező hashártya-gyulladás szepszishez és tovább fokozódó keringési elégtelenséghez vezet. Kezeletlen esetben a beteg rendkívüli fájdalmak között, shockos állapotban hal meg. A bélelzáródás végső szakaszában előfordulhat a bélsár hányás formájában történő ürítése.

## Kezelés
- Hasi műtét segítségével az elzáródott bélszakasz és az alapbetegség eltávolítása, majd az ép bélszakaszok újraegyesítése. Kompressziós ileuszok esetén is az alapbetegség megoldása és a leszorított bélkacs kiszabadítása. Ennek eltávolítására is szükséges lehet, ha a tartós vértelenség miatt a bélfal károsodik, elhal.
- Antibiotikumok. A beteg általában injekciós és/vagy infúziós antibiotikum kezelésben is részesül a hashártyagyulladás megelőzésére és/vagy kezelésére.
- Só- és vízháztartás rendezése. Mivel a beteg só és vízháztartása törvényszerűen felborul, az elektrolitok és a víz pótlása infúzió segítségével történik.
- Vénás táplálás. A műtéti terület nyugalomba helyezése általában vénás táplálást is szükségessé tesz.

## Fordítás
- Ez a szócikk részben vagy egészben  az   Ileus című angol Wikipédia-szócikk fordításán alapul.  Az eredeti cikk szerkesztőit annak laptörténete sorolja fel. Ez a jelzés csupán a megfogalmazás eredetét és a szerzői jogokat jelzi, nem szolgál a cikkben szereplő információk forrásmegjelöléseként.